# Abu Hamam
Abu Hamam (tiếng Ả Rập: أبو حمام) là một thị trấn của Syria nằm ở quận Abu Kamal, Deir ez-Zor. Theo Cục Thống kê Trung ương Syria (CBS), Abu Hamam có dân số 21.947 trong cuộc điều tra dân số năm 2004. Abu Hamam bị Lực lượng Dân chủ Syria (SDF) bắt giữ vào ngày 1 tháng 12 năm 2017.